# استحصال آب
استحصال آب (water harvesting): در نظر عامه به صورت زیر تعریف می‌شود: " جمع‌آوری رواناب‌ها از سطح بام ها، زمین‌ها و همچنین آب‌های گذران فصلی جهت استفاده از آب رواناب ها." استفاده تولیدی نیز شامل تأمین آب شرب و ذخیره آن، تمرکز رواناب‌ها برای گیاهان، درختچه‌ها و درختان و یک استفاده کمتر متداول یعنی پرورش ماهی و اردک می‌باشد.